# Сермиде
Сѐрмиде (на италиански: Sermide, на местен диалект: Sermad, Сермад) е градче в Северна Италия, община Сермиде и Фелоника, провинция Мантуа, регион Ломбардия. Разположено е на 13 m надморска височина.